# О’Брайен, Фергал
Фе́ргал О’Бра́йен (англ. Fergal O'Brien, род. 8 марта 1972 года) — ирландский профессиональный игрок в снукер.
Профессионал с 1991 года, в 2008 году он сделал свой 100-й сенчури-брейк. Единственный рейтинговый титул О’Брайен выиграл в 1999 году, однако считался сильным и неуступчивым игроком. Завершил профессиональную карьеру в 2024 году.

## Карьера
Фергал был не очень заметным снукеристом в качестве любителя, однако, когда в сезоне 1991/1992 мэйн-тур открылся для всех желающих, он сразу перешёл в профессионалы и стал одним из первых игроков, достигших успеха. В дебютный сезон он вышел в last 128 Dubai Classic и ещё двух рейтинговых турниров, что позволило занять 192-е место в официальном рейтинге. В том же сезоне О’Брайен сделал свой наивысший (до сих пор) брейк в 143 очка, на нерейтинговом турнире B&H Championship.
В 1994 году Фергал О’Брайен достиг первого серьёзного успеха, выйдя в полуфинал на Irish Masters после того, как ему дали уайлд-кард. Он также попал в 1/16 финала чемпионата мира, и поднялся на 42 позицию в рейтинге.
Первого четвертьфинала рейтингового турнира О’Брайен добился в 1995 году на Гран-при, а в сезоне 1996/97 ещё несколько раз достигал этой стадии на рейтинговых соревнованиях и благодаря этим успехам попал в Топ-32 под номером 23.
В сезоне 1997/98 ирландец стал полуфиналистом Scottish Open и выиграл свой первый матч на чемпионате мира, что, наряду с ещё несколькими успешными выступлениями подняло его на 20-ю строчку в мировом рейтинге.
В сезоне 1998/99 он стал четвертьфиналистом чемпионата Великобритании, но всё же появление ирландца в финале British Open стало неожиданностью, тем более, что в полуфинале он обыграл действующего чемпиона мира, Джона Хиггинса. Соперником О’Брайена в финале был Энтони Хэмилтон, и Фергал выиграл в равном матче 9:7, завоевав свой первый и пока единственный титул победителя рейтингового турнира, а также 60 000 фунтов стерлингов, что ко всему прочему обеспечило ему место в Топ-16.
Хотя ему не удалось защитить этот титул на следующий год, четвертьфиналы на ЧМ и Welsh Open подняли ирландца на 9-ю, высшую для него строчку в мировом рейтинге. Но в следующем сезоне Фергал не смог показать стабильно сильную игру, и только благодаря нескольким четвертьфиналам остался в Топ-16. Правда, он прошёл в финал нерейтингового Мастерс, где в матче с Полом Хантером был близок к победе, но в итоге уступил 9:10.
Несмотря на два четвертьфинала в сезоне 2001/02, поражения в оставшихся 5 турнирах опустили его на 23 место. Это означало, что О’Брайену придётся проходить квалификацию на некоторые турниры следующего сезона. Но он не смог улучшить свою игру и в сезоне 2002/03, когда выиграл всего 4 матча в рейтинговых турнирах и выпал из Топ-32.
Но самые худшие результаты ждали его в сезоне 2005/06 — тогда Фергал только один раз достиг 1/16 финала, а в остальных случаях проигрывал в первом раунде. В итоге он стал 46-м в мировой табели о рангах.
В сезоне 2007/08 игра О’Брайена обрела былые черты. Он заиграл более уверенно, продемонстрировав хорошую игру на североирландском турнире, где он дошёл до финала. Выиграв у Джона Хиггинса, Ронни О’Салливана и местного фаворита Марка Аллена, в финале он проиграл Стивену Магуайру. В итоге ирландец возвратился в Топ-32 и занял 24 место. Однако, несмотря на сравнительно хорошую игру, за последующие два года Фергал не смог показать стабильно высоких результатов. По итогам сезона 2009/10 он занял 47 место в официальном рейтинге.

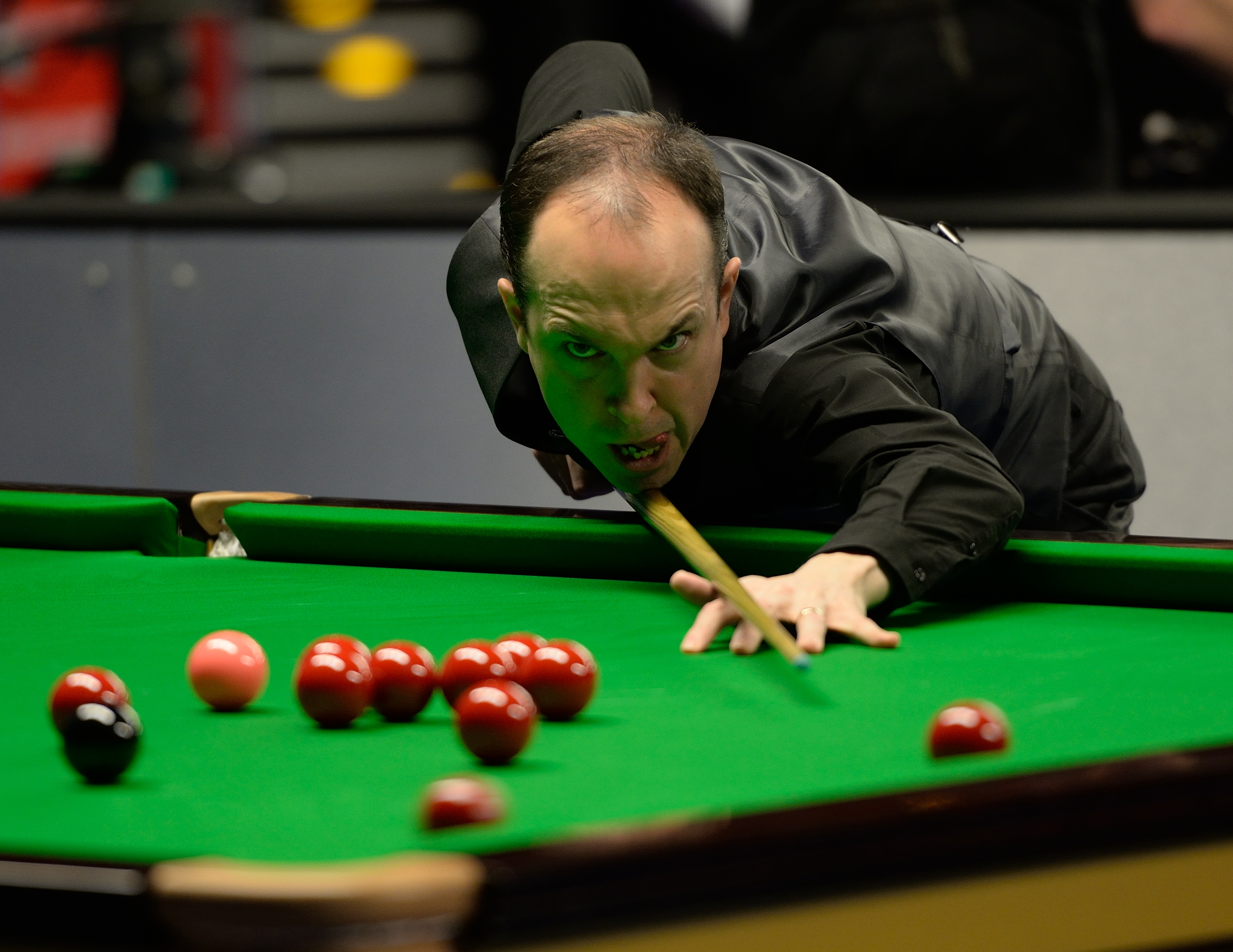
Fergal O’Brien, 2015

В 2007 году Фергал О’Брайен организовал пригласительный турнир Irish Classic. Он же был одним из участников турнира и трижды доходил до финала, а в 2010 году впервые стал чемпионом.

## Достижения в карьере

### Рейтинговые турниры
- British Open — 1999 (победитель)
- Трофей Северной Ирландии — 2007 (финалист)

### Другие турниры
- Nations Cup (в составе сборной Ирландии) — 1996, 2001 (финалист)
- Чемпионат мира — 2000 (четвертьфинал)
- Мастерс — 2001 (финалист)